# La saga, negocio de familia
La saga, negocio de familia es una telenovela colombiana producida y transmitida por Caracol Televisión entre los años 2004 y 2005. Marcó un alto lugar en sintonía en el país, fue nominada a varios premios nacionales y ganó varios de ellos.
La telenovela se caracteriza por una trama no convencional: no es una historia de amor, sino varias historias que ocurren a través de distintas generaciones de una misma familia. En esta producción el humor no existe y la trama está marcada por la muerte, el sufrimiento y el delito. Además, toma un trama bastante similar a la obra de Mario Puzo, El Padrino y tomando elementos de La Iliada de Homero.

## Sinopsis
Tomás Manrique fue el primer miembro de una familia que, en plena época de La Violencia, se embarcó en la aventura de probar suerte en la gran ciudad. Burgués de cuna, no pudo asimilar la vida de trabajos que la urbe le exigía y, muy pronto, descubrió por accidente que el crimen era la forma más efectiva de conservar el statu quo al que estaba acostumbrado. Pero con esta decisión, seguida luego por su hijo Pedro en la mafia de las apuestas, condenó a toda su descendencia a un signo trágico: “Ningún varón de los Manrique morirá de viejo”. Esta es la historia de una familia que, en medio de amores y odios tan profundos como sus arrepentimientos, creó una organización delictiva que nació por accidente, se fortaleció por decisión propia, intentó integrarse a la sociedad y sucumbió trágicamente al crear un mundo paralelo al de la legalidad.

## Reparto
- Robinson Díaz - Tomás Manrique
- Diego Cadavid - Pedro Manrique Zárate (joven)/Manuel Manrique Guzmán (joven)/Óscar Manrique Angarita
- Cristian Santos- Pedro Manrique Zárate (niño)
- Katherine Vélez - Josefina Zárate de Manrique
- Flora Martínez - Marlén Romero de Manrique (joven)
- María Helena Doering - Marlén Romero de Manrique
- Frank Ramírez - Pedro Manrique Zárate/Manuel Manrique Guzmán
- Juan Carlos Vargas - Armando Manrique Romero/Iván Manrique Zapata
- Luis Fernando Bohórquez - Antonio Manrique Romero
- Isabella Santodomingo - Ana María Guzmán de Manrique
- Sandra Reyes - Pilar de Manrique
- Jonathan Herrera - Manuel Manrique (niño)
- Germán Daniel Villegas - Tito Manrique (niño)
- Sergio Borrero - Manuel (niño)
- Nicolás Rincón - Tito Manrique Guzmán (joven)
- Jairo Camargo - Tito Manrique Guzmán
- Sebastián Peñuela - Ernesto Manrique (niño)
- Manuel José Chávez - Ernesto Manrique (joven)
- Ronald Ayazo - Ernesto Manrique
- Catalina Aristizábal - Clemencia Angarita de Manrique (joven)
- Ana Bolena Mesa - Clemencia Angarita de Manrique
- Martina García - Helena Angarita de Manrique (joven)
- Patricia Ércole - Helena Angarita de Manrique
- Adriana Romero - Lucrecia Zapata (joven)
- Judy Henríquez - Lucrecia Zapata
- Liliana González de la Torre - Inés Manrique Angarita
- Manuela González - Estela Manrique Angarita
- Estefanía Borge - Claudia Manrique Angarita
- Adriana Arango - Carmenza "Candy" López de Zapata/"Candelaria González"
- Edgardo Román - Ananías Romero "El Capi"
- Marlon Moreno - Pascual Martínez
- Vicky Hernández - Magnolia
- Maribel Abello - Déborah
- Luz Dary Beltrán - Lola
- Herbert King - "Kit" Romano Valdés
- Liliana Salazar - Grecia Contreras
- Andrés Felipe Martínez - Augusto Faryala
- Carlos Serrato - Roberto Romero/Faryala Jr.
- Juan Pablo Barragán - Elkin
- Fernando Arango  - Agente Niño
- Germán Quintero - Tiberio Angarita/Humberto Angarita
- Gilberto Ramírez  - Tarcisio
- Humberto Arango  - Fernando Benítez
- Fernando Arévalo  - Casimiro Ruiz/Facundo López
- Juan Pablo Franco - Héctor Ruiz
- Alejandro Martínez - Felipe "Pipe" Ruiz
- Alejandra Miranda - Hortensia de Ruiz
- Patricia Bermúdez - Carolina Ruiz
- Adriana Ricardo - Andrea Jiménez de Ruiz
- Luis Fernando Múnera - Federico Muñoz
- Consuelo Moure - Amparo de Muñoz
- Luigi Aycardi  - Omar Muñoz
- Élmer Valenzuela - Mauricio Muñoz
- Sandra Pérez - Paola Muñoz
- Carlos Barbosa Romero - John Jairo "J.J." Garrido
- Andre Bauth  - Enrique
- Álvaro Bayona  - Cominito Pérez
- Fernando Solórzano - Aquilino Camargo/"Chicanero" Arzuaga
- Felipe Calero  - Pirro Camargo
- Andrea López - Alexa
- Pilar Cárdenas  - Gilma
- Marco Antonio López - José Gaitán
- Húgo Armando Aguilera - Roberto Márquez
- Saín Castro  - Teniente/Capitán Motta
- Carlos Cifuentes  - Doctor Leididi
- David Osorio - Raúl Benítez, recepcionista hotel/Cabo/Teniente Muñoz
- Harold Córdoba - Osvaldo Tovar
- Fernando Corredor - Antuco
- Samara de Córdova - Lilia/Maruja
- Juan Carlos Delgado - Lucho
- Jenny Díaz - Margarita
- Jimmy Vázquez - José Leonardo Vargas
- Mario Duarte - Jaime Angulo
- Alexandra Restrepo - Ginger
- Jorge Herrera - José María Manosalva
- Patricia Vásquez - Herlinda Zapata
- Carolina Cuervo - Yolanda
- John Mario Rivera - Teniente Julián Santamaría
- Sergio González - Rigoleto Castro
- Morris Bravo - Sigifredo
- Yuly Ferreira - Marieta Castro
- Diego Giraldo - Genaro
- Armando Gutiérrez - Teófilo Cruz
- Ignacio Hijuelos - Alfredo
- Andrés Huertas - Padre Huertas
- Franky Linero - Abogado Julio Miranda
- Jorge Mantilla - Suárez
- Martín Armenta - Honorio
- Kike Mendoza - Víctor González/Rodríguez, "Pochola"
- Ramiro Meneses - El Chiqui
- Luis Mesa - Daniel Ochoa
- Wilson Buitrago - Rómulo Almanza
- Margoth Velásquez - Teodolinda
- Daulis Molina - Teniente Leopoldo Cárdenas
- Fernando Lara - Flores
- Víctor Hugo Ruiz - Carlos Baquero
- Juan Carlos Arango - Gerardo
- Maria Cristina Montoya - Consuelo
- Aura Helena Prada - Betty
- José Manuel Ospina - Álvarez
- Lady Noriega - Natasha
- Guillermo Olarte - Teniente Robles
- Harold Palacios - Arteaga
- July Pedraza - Mariela
- Claude Pimont - Marcel Dumond
- Luis Fernando Potes - Jiménez
- Alfonso Rojas - Carabina
- Marcela Angarita - Lina
- José Rojas - Germán Garcia
- Alejandra Sandoval - Teresa Galindo
- Jairo Sedano - Anastasio
- Paola Suárez - Lupita
- Patricia Castañeda - Patricia Angarita
- Evelyn Santos - Gilma Ortega, "Gigi"
- Rafael Cardoso - López
- Luis Fernando Salas - "Quique"
- Rodrigo Rodríguez - "El Apache"
- Jorge Pérez - Lucio Benítez
- Guillermo Gálvez - Julio Ortiz
- Lucho Velasco - Camilo Cruz, "El Pereza"
- Alicia de Rojas - Doña Virgelina
- Fernando Peñuela - Ever Murillo
- Elkin Díaz - Nieto de 'Chicanero' Arzuaga
- Marcela Carvajal - Marina Guzmán
- Juan Carlos Pérez Almanza - Efraín/Gerardo "Manteca"
- Adriana Osorio - Asunción de López
- Jonathan Cabrera - Miguel Antolines
- Wilson Rangel - Profesor Tello/Profesor Barrera
- Moisés Rivillas - Teniente Rosas
- Jorge Rubiano - Nico

## La familia Manrique
Aunque en la novela no lo mencionan de donde son originarios, si es visible que la familia Manrique eran hacendados, provenientes de una zona rural del país donde se vivía una violencia bipartidista; el apellido Manrique (de Tomás) es muy popular en las zonas de Antioquia y Risaralda; en cambio el apellido Zarate (de Josefina) es muy popular de la zona del Tolima, Cundinamarca y algunas zonas del eje cafetero; por tanto es posible que la Familia Manrique proviniera de alguna zona entre Antioquia y Tolima; lugares donde se vivía la violencia era más radical en los años 1930.
A su llegada a Bogotá viven toda clase de afectaciones con el estilo de vida que tenían que llevar, ya que al ser hacendados y acomodados, Tomás quería tener el mismo nivel de vida a los que tenía acostumbrados a su familia en el pueblo.
Las historias de amor de los Manrique son difíciles, largas y siempre con el mismo final, el odio de las mujeres a los hombres, vemos esta situación en todas las historias de los protagonistas:
Josefina a Tomás, ya que ella descubre que su esposo asesinó a don Facundo, persona que les tendió la mano a su llegada a Bogotá.
Marlene a Pedro, ya que ella lo juzga de haber sido el culpable del destino trágico de sus hijos y presionándolo a irse a la cárcel.
Ana María a Armando, por su falta de atención, la soledad y lo monótono que se había convertido su matrimonio, enamorándose ella de Antonio.
Pilar a Antonio, por haberle sido infiel con su concuñada y mejor amiga.
Clemencia a Manuel, por no haber cumplido su promesa de volver a la legalidad y llevar a sus hijos al mismo destino que su padre.
Helena a Tito, por los malos tratos en toda la vida conyugal a lo largo de los 20 años de matrimonio entre estos.
Aunque a lo largo de la historia, vemos el desenlace de todos los hombres, y conocemos de su trágico destino por la maldición de Pascual, las mujeres de los Manrique tuvieron finales poco conocidos para la audiencia.
Es así como Josefina, al parecer murió a la edad de 50 años por lo que se alcanza a ver en la lápida; al igual que Marlene, quien se presume sufrió de depresión en sus últimos años de vida, producto de la muerte de su hijo Antonio y del suicidio de su esposo Pedro y desenlace de Ana María es un completo misterio, ya que se va a París y nunca más se vuelve a saber de ella.
Pilar, Clemencia, Helena, Inés, Estella, Claudia y Candy, si tienen finales trágicos; Helena (esposa de Tito), Claudia (hija de Tito) y Candy (esposa de Iván) mueren suicidándose a una temprana edad. 
Pilar (esposa de Antonio y Armando), Clemencia (esposa de Manuel), Inés y Estella (hijas de Manuel), mueren asesinadas de forma trágica por atentados contra sus vidas.
También es recurrente ver a brujas en la historia de la familia, y de como la familia Manrique, más que todo los hombres, confían en estas mujeres el destino y las decisiones de los Manrique; es así como Magnolia es relevante en los primeros años de la vida de los Manrique en los años 1930, en los años 1940 y en los años 1970, siendo de ayuda a Tomás, Pedro y Armando. También es relevante Marieta en los años 1980 quien ayuda a Manuel a deshacerse del esposo de Clemencia y ayuda a Tito a rescatar a Helena. En los 2000 Teodolinda marca el destino de los Manrique y de la Familia Ruiz y en el año 2005 para finalizar la saga Maruja, a quien también vemos en una aparición en los años 1980 y quien conoce toda la historia de los Manrique es la que guía a Iván y a Lucrecia.
Las mujeres del Burdel de los Manrique adquieren una relevancia a través de las décadas en las que transcurre la historia; centrando parte de las decisiones que toman los hombres Manrique en su familia. 
Debora y Grecia son importantes en la década de los años 1930 y 1940, siendo consejeras, amigas y directas afectadas de las decisiones de Tomas y Pedro.
Lola y Gigi, la primera conoce a los Manrique desde los años 1940 y son muy relevantes en la década de los años 1970, siendo de vital importancia en el desenlace de la maldición de Armando y Antonio. 
Lucrecia en los años 80 y en el 2005, siendo la mamá de Ivan el hijo de Ernesto Manrique es quien finaliza la Saga, su relación con Ernesto y la decisión de tener un hijo con el marca la sentencia final de la familia Manrique.
Ginger en los años 2000 es la causante de que la familia se mate entre ellos al revelar la información de los planes de Ernesto a Ivan, posteriormente él se lo revela a sus primos.

## Genealogía de la familia Manrique
|                             |                             |                             |                             |                             |                             |                           |                           |                           |                           |                              |                              |                              |                              |                              |                              |                      |                      | Tomás Manrique | Tomás Manrique | Tomás Manrique         | Tomás Manrique         | Tomás Manrique          | Tomás Manrique          |                         |                         |                         |                         |                         |                         | Josefina Zárate de Manrique | Josefina Zárate de Manrique | Josefina Zárate de Manrique | Josefina Zárate de Manrique | Josefina Zárate de Manrique    | Josefina Zárate de Manrique    |                                |                                |                                |                                |                           |                           |                          |                         |                  |                  |                  |                  |                  |                  |                      |                      |                      |                      |                      |                      |                 |                 |                 |                 |                 |                 |
|                             |                             |                             |                             |                             |                             |                           |                           |                           |                           |                              |                              |                              |                              |                              |                              |                      |                      | Tomás Manrique | Tomás Manrique | Tomás Manrique         | Tomás Manrique         | Tomás Manrique          | Tomás Manrique          |                         |                         |                         |                         |                         |                         | Josefina Zárate de Manrique | Josefina Zárate de Manrique | Josefina Zárate de Manrique | Josefina Zárate de Manrique | Josefina Zárate de Manrique    | Josefina Zárate de Manrique    |                                |                                |                                |                                |                           |                           |                          |                         |                  |                  |                  |                  |                  |                  |                      |                      |                      |                      |                      |                      |                 |                 |                 |                 |                 |                 |
|                             |                             |                             |                             |                             |                             |                           |                           |                           |                           |                              |                              |                              |                              |                              |                              |                      |                      |                |                |                        |                        |                         |                         |                         |                         |                         |                         |                         |                         |                             |                             |                             |                             |                                |                                |                                |                                |                                |                                |                           |                           |                          |                         |                  |                  |                  |                  |                  |                  |                      |                      |                      |                      |                      |                      |                 |                 |                 |                 |                 |                 |
|                             |                             |                             |                             |                             |                             |                           |                           |                           |                           |                              |                              |                              |                              |                              |                              |                      |                      |                |                |                        |                        |                         |                         | Pedro Manrique Zárate   | Pedro Manrique Zárate   | Pedro Manrique Zárate   | Pedro Manrique Zárate   | Pedro Manrique Zárate   | Pedro Manrique Zárate   |                             |                             |                             |                             |                                |                                | Marlén Romero de Manrique      | Marlén Romero de Manrique      | Marlén Romero de Manrique      | Marlén Romero de Manrique      | Marlén Romero de Manrique | Marlén Romero de Manrique |                          |                         |                  |                  |                  |                  |                  |                  |                      |                      |                      |                      |                      |                      |                 |                 |                 |                 |                 |                 |
|                             |                             |                             |                             |                             |                             |                           |                           |                           |                           |                              |                              |                              |                              |                              |                              |                      |                      |                |                |                        |                        |                         |                         | Pedro Manrique Zárate   | Pedro Manrique Zárate   | Pedro Manrique Zárate   | Pedro Manrique Zárate   | Pedro Manrique Zárate   | Pedro Manrique Zárate   |                             |                             |                             |                             |                                |                                | Marlén Romero de Manrique      | Marlén Romero de Manrique      | Marlén Romero de Manrique      | Marlén Romero de Manrique      | Marlén Romero de Manrique | Marlén Romero de Manrique |                          |                         |                  |                  |                  |                  |                  |                  |                      |                      |                      |                      |                      |                      |                 |                 |                 |                 |                 |                 |
|                             |                             |                             |                             |                             |                             |                           |                           |                           |                           |                              |                              |                              |                              |                              |                              |                      |                      |                |                |                        |                        |                         |                         |                         |                         |                         |                         |                         |                         |                             |                             |                             |                             |                                |                                |                                |                                |                                |                                |                           |                           |                          |                         |                  |                  |                  |                  |                  |                  |                      |                      |                      |                      |                      |                      |                 |                 |                 |                 |                 |                 |
|                             |                             |                             |                             |                             |                             |                           |                           |                           |                           |                              |                              |                              |                              |                              |                              |                      |                      |                |                |                        |                        |                         |                         |                         |                         |                         |                         |                         |                         |                             |                             |                             |                             |                                |                                |                                |                                |                                |                                |                           |                           |                          |                         |                  |                  |                  |                  |                  |                  |                      |                      |                      |                      |                      |                      |                 |                 |                 |                 |                 |                 |
|                             |                             |                             |                             |                             |                             |                           |                           |                           |                           | Ana María Guzmán de Manrique | Ana María Guzmán de Manrique | Ana María Guzmán de Manrique | Ana María Guzmán de Manrique | Ana María Guzmán de Manrique | Ana María Guzmán de Manrique |                      |                      |                |                |                        |                        | Armando Manrique Romero | Armando Manrique Romero | Armando Manrique Romero | Armando Manrique Romero | Armando Manrique Romero | Armando Manrique Romero |                         |                         |                             |                             |                             |                             |                                |                                |                                |                                | Antonio Manrique Romero        | Antonio Manrique Romero        | Antonio Manrique Romero   | Antonio Manrique Romero   | Antonio Manrique Romero  | Antonio Manrique Romero |                  |                  |                  |                  |                  |                  | Pilar de Manrique    | Pilar de Manrique    | Pilar de Manrique    | Pilar de Manrique    | Pilar de Manrique    | Pilar de Manrique    |                 |                 |                 |                 |                 |                 |
|                             |                             |                             |                             |                             |                             |                           |                           |                           |                           | Ana María Guzmán de Manrique | Ana María Guzmán de Manrique | Ana María Guzmán de Manrique | Ana María Guzmán de Manrique | Ana María Guzmán de Manrique | Ana María Guzmán de Manrique |                      |                      |                |                |                        |                        | Armando Manrique Romero | Armando Manrique Romero | Armando Manrique Romero | Armando Manrique Romero | Armando Manrique Romero | Armando Manrique Romero |                         |                         |                             |                             |                             |                             |                                |                                |                                |                                | Antonio Manrique Romero        | Antonio Manrique Romero        | Antonio Manrique Romero   | Antonio Manrique Romero   | Antonio Manrique Romero  | Antonio Manrique Romero |                  |                  |                  |                  |                  |                  | Pilar de Manrique    | Pilar de Manrique    | Pilar de Manrique    | Pilar de Manrique    | Pilar de Manrique    | Pilar de Manrique    |                 |                 |                 |                 |                 |                 |
|                             |                             |                             |                             |                             |                             |                           |                           |                           |                           |                              |                              |                              |                              |                              |                              |                      |                      |                |                |                        |                        |                         |                         |                         |                         |                         |                         |                         |                         |                             |                             |                             |                             |                                |                                |                                |                                |                                |                                |                           |                           |                          |                         |                  |                  |                  |                  |                  |                  |                      |                      |                      |                      |                      |                      |                 |                 |                 |                 |                 |                 |
|                             |                             |                             |                             |                             |                             |                           |                           |                           |                           |                              |                              |                              |                              |                              |                              |                      |                      |                |                |                        |                        |                         |                         |                         |                         |                         |                         |                         |                         |                             |                             |                             |                             |                                |                                |                                |                                |                                |                                |                           |                           |                          |                         |                  |                  |                  |                  |                  |                  |                      |                      |                      |                      |                      |                      |                 |                 |                 |                 |                 |                 |
| Helena Angarita de Manrique | Helena Angarita de Manrique | Helena Angarita de Manrique | Helena Angarita de Manrique | Helena Angarita de Manrique | Helena Angarita de Manrique |                           |                           |                           |                           |                              |                              | Tito Manrique Guzmán         | Tito Manrique Guzmán         | Tito Manrique Guzmán         | Tito Manrique Guzmán         | Tito Manrique Guzmán | Tito Manrique Guzmán |                |                |                        |                        | Manuel Manrique Guzmán  | Manuel Manrique Guzmán  | Manuel Manrique Guzmán  | Manuel Manrique Guzmán  | Manuel Manrique Guzmán  | Manuel Manrique Guzmán  |                         |                         |                             |                             |                             |                             | Clemencia Angarita de Manrique | Clemencia Angarita de Manrique | Clemencia Angarita de Manrique | Clemencia Angarita de Manrique | Clemencia Angarita de Manrique | Clemencia Angarita de Manrique |                           |                           |                          |                         | Ernesto Manrique | Ernesto Manrique | Ernesto Manrique | Ernesto Manrique | Ernesto Manrique | Ernesto Manrique |                      |                      |                      |                      |                      |                      | Lucrecia Zapata | Lucrecia Zapata | Lucrecia Zapata | Lucrecia Zapata | Lucrecia Zapata | Lucrecia Zapata |
| Helena Angarita de Manrique | Helena Angarita de Manrique | Helena Angarita de Manrique | Helena Angarita de Manrique | Helena Angarita de Manrique | Helena Angarita de Manrique |                           |                           |                           |                           |                              |                              | Tito Manrique Guzmán         | Tito Manrique Guzmán         | Tito Manrique Guzmán         | Tito Manrique Guzmán         | Tito Manrique Guzmán | Tito Manrique Guzmán |                |                |                        |                        | Manuel Manrique Guzmán  | Manuel Manrique Guzmán  | Manuel Manrique Guzmán  | Manuel Manrique Guzmán  | Manuel Manrique Guzmán  | Manuel Manrique Guzmán  |                         |                         |                             |                             |                             |                             | Clemencia Angarita de Manrique | Clemencia Angarita de Manrique | Clemencia Angarita de Manrique | Clemencia Angarita de Manrique | Clemencia Angarita de Manrique | Clemencia Angarita de Manrique |                           |                           |                          |                         | Ernesto Manrique | Ernesto Manrique | Ernesto Manrique | Ernesto Manrique | Ernesto Manrique | Ernesto Manrique |                      |                      |                      |                      |                      |                      | Lucrecia Zapata | Lucrecia Zapata | Lucrecia Zapata | Lucrecia Zapata | Lucrecia Zapata | Lucrecia Zapata |
|                             |                             |                             |                             |                             |                             |                           |                           |                           |                           |                              |                              |                              |                              |                              |                              |                      |                      |                |                |                        |                        |                         |                         |                         |                         |                         |                         |                         |                         |                             |                             |                             |                             |                                |                                |                                |                                |                                |                                |                           |                           |                          |                         |                  |                  |                  |                  |                  |                  |                      |                      |                      |                      |                      |                      |                 |                 |                 |                 |                 |                 |
|                             |                             |                             |                             |                             |                             |                           |                           |                           |                           |                              |                              |                              |                              |                              |                              |                      |                      |                |                |                        |                        |                         |                         |                         |                         |                         |                         |                         |                         |                             |                             |                             |                             |                                |                                |                                |                                |                                |                                |                           |                           |                          |                         |                  |                  |                  |                  |                  |                  |                      |                      |                      |                      |                      |                      |                 |                 |                 |                 |                 |                 |
|                             |                             |                             |                             |                             |                             | Claudia Manrique Angarita | Claudia Manrique Angarita | Claudia Manrique Angarita | Claudia Manrique Angarita | Claudia Manrique Angarita    | Claudia Manrique Angarita    |                              |                              |                              |                              |                      |                      |                |                | Inés Manrique Angarita | Inés Manrique Angarita | Inés Manrique Angarita  | Inés Manrique Angarita  | Inés Manrique Angarita  | Inés Manrique Angarita  |                         |                         | Óscar Manrique Angarita | Óscar Manrique Angarita | Óscar Manrique Angarita     | Óscar Manrique Angarita     | Óscar Manrique Angarita     | Óscar Manrique Angarita     |                                |                                | Estela Manrique Angarita       | Estela Manrique Angarita       | Estela Manrique Angarita       | Estela Manrique Angarita       | Estela Manrique Angarita  | Estela Manrique Angarita  |                          |                         |                  |                  |                  |                  |                  |                  | Iván Manrique Zapata | Iván Manrique Zapata | Iván Manrique Zapata | Iván Manrique Zapata | Iván Manrique Zapata | Iván Manrique Zapata |                 |                 |                 |                 |                 |                 |
|                             |                             |                             |                             |                             |                             | Claudia Manrique Angarita | Claudia Manrique Angarita | Claudia Manrique Angarita | Claudia Manrique Angarita | Claudia Manrique Angarita    | Claudia Manrique Angarita    |                              |                              |                              |                              |                      |                      |                |                | Inés Manrique Angarita | Inés Manrique Angarita | Inés Manrique Angarita  | Inés Manrique Angarita  | Inés Manrique Angarita  | Inés Manrique Angarita  |                         |                         | Óscar Manrique Angarita | Óscar Manrique Angarita | Óscar Manrique Angarita     | Óscar Manrique Angarita     | Óscar Manrique Angarita     | Óscar Manrique Angarita     |                                |                                | Estela Manrique Angarita       | Estela Manrique Angarita       | Estela Manrique Angarita       | Estela Manrique Angarita       | Estela Manrique Angarita  | Estela Manrique Angarita  |                          |                         |                  |                  |                  |                  |                  |                  | Iván Manrique Zapata | Iván Manrique Zapata | Iván Manrique Zapata | Iván Manrique Zapata | Iván Manrique Zapata | Iván Manrique Zapata |                 |                 |                 |                 |                 |                 |
|                             |                             |                             |                             |                             |                             |                           |                           |                           |                           |                              |                              |                              |                              |                              |                              |                      |                      |                |                |                        |                        |                         |                         |                         |                         |                         |                         |                         |                         |                             |                             |                             |                             |                                |                                |                                |                                |                                |                                |                           |                           |                          |                         |                  |                  |                  |                  |                  |                  |                      |                      |                      |                      |                      |                      |                 |                 |                 |                 |                 |                 |
|                             |                             |                             |                             |                             |                             |                           |                           |                           |                           |                              |                              |                              |                              |                              |                              |                      |                      |                |                |                        |                        |                         |                         |                         |                         |                         |                         |                         |                         |                             |                             |                             |                             |                                |                                |                                |                                |                                |                                |                           |                           | Miguel Manrique Manrique |                         |                  |                  |                  |                  |                  |                  |                      |                      |                      |                      |                      |                      |                 |                 |                 |                 |                 |                 |

## Arcos Argumentales
"La saga - negocio de familia" está dividida en 9 arcos argumentales ambientados en diferentes épocas, de los cuales 5 se ambientan casi en los mismos años.
- 1ª. El Destierro [Año 1930] - (5 Capítulos) La llegada de Tomas a Bogotá y su inicio en el mundo del crimen.
- 2ª. El Legado [Año 1940] - (16 Capítulos) El Origen del negocio de familia y la maldición.
- 3ª. Negocio De Familia [Año 1970] - (22 Capítulos) La consolidacion del negocio y el inicio de la maldición.
- 4ª. Se Fortalece El Negocio [Año 1980] - (36 Capítulos) La expansión del negocio familiar y la nueva generación.

- 5ª. El Nuevo Milenio [Año 2000] - (19 Capítulos) La transición de la familia Manrique a la legalidad se enfrenta a nuevos desafíos.
- 6ª. La Guerra [Año 2000] - (35 Capítulos) La ruptura de la sociedad entre 2 familias y el inicio de la guerra.
- 7ª. La Tragedia [Año 2000] - (9 Capítulos) La autodestrucción, La maldición arraso cobrando mas víctimas.
- 8ª. La Última Saga [Año 2005] - (35 Capítulos) La maldición continua y la búsqueda de la redención.
- 9ª. El Fin De Los Manrique [Año 2006] - (12 Capítulos) El epílogo de la saga y el fin de la maldición.

## Anacronismos
La saga está ambientada en distintas épocas que marcaron la historia de Colombia, pero no hay congruencia en algunas fechas:
- No se explica cómo desde 1945, aún en plena Segunda Guerra Mundial, pasan rápido tres años hasta el Bogotazo y tiempo después aún se menciona la guerra.
- Durante un desayuno en el capítulo 07, el cual transcurre en 1945 teniendo en cuenta que la novela inicia en 1935 y al final del capítulo 06 se menciona que han pasado 10 años, Tomás Manrique lee en un diario y anuncia a su familia que por fin los Aliados han entrado en Europa. Lo anterior es un anacronismo si se tiene en cuenta que los Aliados del hemisferio occidental ingresan a la Francia ocupada en el famoso "Día D", ocurrido el 6 de junio de 1944; pero además, sería una apreciación incorrecta, porque los soviéticos también hacían parte de los Aliados y ya estaban en Europa oriental.
- El día del bautizo de Antonio, don Humberto, le propone a Pedro financiar la contratación de futbolistas argentinos en plena huelga en su país, lo cual resultaría en la época del fútbol profesional colombiano conocida como El Dorado que comenzó en 1949. Ese día, la telenovela da un salto al cumpleaños de Pedro 30 años después, es decir, en 1979, pero se muestra a los personajes siguiendo por radio la obtención del título mundial de los 4.000 metros persecución individual por parte de Martín Emilio "Cochise" Rodríguez, lo cual ocurrió en 1971.
- Si se hace el cálculo exacto, tras la muerte de Antonio pasan unos años haciendo de cuenta que pasan diez años como mínimo debería ser 1988, entonces no se explica la edad de Manuel, Tito y Ernesto en los años 1980, aún suponiéndose que Antonio había muerto en 1978 (haciéndose bien el cálculo) y los veinte años que pasaron de los 1980 al nuevo milenio indicarían que los veinte años llevan al año 2008 (si en verdad transcurren veinte años y con los cálculos anteriores) allí nacerían los hijos de los tres Manrique: Inés, Estela, Claudia, Óscar e Iván; ni los cinco años que transcurren tras la muerte de Óscar y la captura de Iván llevarían a 2013, entonces es claro que no hay congruencia en los saltos de tiempo durante la serie. Otro error durante la generación de los años 80 se puede observar cuando Tito lee una revista Semana, cuya edición es de los años 90, y Ernesto camina por un parque para encontrarse con Teófilo y cuya construcción data desde 1998 siendo alcalde Enrique Peñalosa.
- Ambientada en los años 1930 y 1940, la plaza de Bolívar y el Capitolio Nacional son mostrados como en la actualidad. En esa época, la plaza era más reducida y poseía fuentes.
- En el capítulo 25, inspirado en los años 80s, se observa una ambulancia con un número telefónico de 7 dígitos y con prefijo (lo cual para la fecha aún no existía).
- En el capítulo 64, se observa en la estación de policía un monitor de PC a color y no fue hasta mediados de los 90s que estos aparecieron en el mercado Colombiano.
- En algunos capítulos de la generación del año 2000, se ven noticias del año 2005, igualmente en el carro de Manuel se escucha un resumen de la versión 2005 del programa "El Desafío".
- En el capítulo 54, Rigoleto, personaje del arco temporal de los años 80, lee un periódico donde por unos segundos se lee la muerte de Picasso, quien en realidad falleció en 1973.

## Otros datos
- Algunos episodios y saltos de generaciones finalizan con citas de William Shakespeare, expresando algunos de los momentos vividos por los personajes durante el desarrollo de la trama.
- La trama misma tomó elementos de la historia de El padrino, combinada con elementos de diferentes mitologías como La iliada y Cain y Abel, además de tomar elementos de reconocidas películas de ganster como Scarface, Érase una vez en América, Goodfellas y Carlito's Way.
- Así mismo, la novela hizo referencias a lo largo de sus escenas a producciones colombianas reconocidas como Los cuervos, Amar y vivir, En Cuerpo Ajeno, Las aguas mansas, La otra mitad del sol y La mujer del presidente, siendo esto un homenaje a dichas producciones televisivas en el contexto de la celebración de los 50 años de la televisión colombiana, que se estaban celebrando en esa época.
- Sin contar a Tomás (cuya edad se desconoce durante toda la serie) y a Miguel (que sobrevive al final aun siendo un bebé), el hombre de la familia con más tiempo de vida fue Pedro, quien murió cerca a los 50 años. En contraste, Óscar fue el hombre Manrique con menor tiempo de vida (falleció a los 18 años).
- Para ambientar la arquitectura de los años 1930 y 1940 varias de las escenas se rodaron en Tunja, Boyacá. Otros escenarios se rodaron en el Hospital San Juan de Dios de Bogotá.
- El capítulo principal de la edición en DVD saca un extracto de uno de los capítulos posteriores cuando Óscar huye con sus hermanas de los hombres de Manosalva. La escena original mostraba la misma situación aunque Oscar seguía siendo interpretado por Diego Cadavid mientras que Inés y Estella eran interpretadas por otras actrices diferentes a Liliana y Manuela González.
- Diego Cadavid se convirtió en el primer actor colombiano en realizar tres papeles protagónicos para personajes distintos en una misma producción: Pedro Manrique, Manuel Manrique y Óscar Manrique. Por su parte, le siguieron los actores Frank Ramírez, con dos personajes distintos (interpretó a Pedro Manrique y Manuel Manrique en edades más avanzadas), Juan Carlos Vargas (interpretó a Armando Manrique joven y viejo y a Iván Zapata), Fernando Arévalo (interpretó a Facundo y a Casimiro Ruiz), Fernando Solórzano (interpretó al Chicanero Arzuaga y a Aquilino Camargo), Germán Quintero (interpretó a Humberto y a Tiberio Angarita). Curiosamente Ramírez ya había interpretado a un personaje de nombre Pedro en la telenovela Perro amor, mientras que Claude Pimont ya había interpretado a un personaje con el nombre Marcel en la serie Hombres.
- Cuando "El Capi" le propone a Pedro matar a Jorge Eliécer Gaitán hace alusión a una de las teorías existentes sobre el asesinato del líder político, en la cual miembros de clase alta del Partido Liberal y el Partido Conservador habrían fraguado el crimen por cuestiones económicas y políticas.
- La bodega donde Pedro Manrique es llevado por los hombres del "Capi" para proponerle el asesinato de Gaitán es la misma donde 60 años después sus bisnietos Óscar, Estela e Inés Manrique se esconden de los asesinos de José María Manosalva luego de ser perseguidos desde el Llano hasta Bogotá.
- La ubicación de la casa siempre ha sido un misterio pues en los 1940 recién comprada estaba relativamente cerca de Bogotá, en los años 1970 aún sigue lejos, en los años 1980 en el matrimonio de Armando con Pilar se ve que es en una loma y en los 2000 aún Bogotá está lejos, es imposible que entonces estuviera en Bogotá.
- La distribución de la casa Manrique es arquitectónicamente falsa e imposible ya que no podría existir una similar, ejemplo las escaleras es un misterio pues están adjuntas a la pared que da contra la calle como es que la escalera en forma de L gira hacia esa pared o sea la escalera daría fuera de la casa y saldría a la calle.
- Otro escenario es la ventana de la sala pues está mirando hacia el lado izquierdo (lado que nunca se ve en la grabación), sin embargo, cuando se asoman miran el lado derecho (usualmente el lado donde se muestra la casa).
- Durante la ambientación de los años 30, se logra apreciar en una de las escenas un poste de luz donde se lee claramente "FOTOCOPIAS". Recordemos que la primera fotocopiadora de la historia fue apenas patentada en 1938 y solo hasta 1959 Xerox introdujo en el mercado la primera fotocopiadora comercial.
- No hay congruencia en el estado de envejecimiento del teniente Mota, en los años de Tomás Manrique, lucian de la misma edad, cuando Pedro Manrique creció (Diego Cadavid), el teniente Mota debería lucir más viejo, al momento de que Pedro Manrique envejece (Frank Ramírez), el teniente Mota aparenta menos edad, donde debería lucir de una edad más superior o incluso retirado de la policía.

## Detalles y audiencia
Desde su lanzamiento esta teleserie conquistó las audiencias en Colombia, ese día obtuvo 19,4 de índice de audiencia personas y 61,8 de cuota de pantalla, convirtiéndose en uno de los lanzamientos de producción más visto hasta la actualidad, el índice de audiencia promedio obtenido durante sus 13 meses de emisión fue de 14,0 de índice de audiencia y 48,7 de cuota de pantalla.
Durante su emisión, esta producción se enfrentó a una cantidad importante de lanzamientos por parte del Canal RCN, ninguno superó a La Saga en audiencia, excepto El Factor X y Los Reyes (telenovela) productos que consiguieron superar a la serie de Caracol durante su último mes de emisión.
Aunque el DVD y la página de Caracol indican solo 176 capítulos, la novela tiene 188 capítulos en total.

## Premios

### Premios India Catalina
- Mejor telenovela
- Mejor director de telenovela Juan Carlos Villamizar
- Mejor actor protagónico de telenovela Diego Cadavid

### Premios TVyNovelas
- Mejor telenovela
- Mejor director Juan Carlos Villamizar y Diego Mejía
- Mejor libretista Dago García, Paola Arias y Paola Cáceres
- Mejor actor protagónico de telenovela Diego Cadavid
- Mejor actor de reparto de telenovela Juan Carlos Vargas
- Mejor actor infantil Christian Santos

### Premios Caracol
- Mejor telenovela
- Mejor actor protagónico: Robinson Díaz
- Mejor actriz protagónica: Flora Martínez

### Fymti (Uruguay)
- Mejor Producción
- Mejor Autor: Dago García, premio compartido con los libretos de Pecados capitales